# Гатин, Булат Маратович
Булат Маратович Гатин (род. 1 августа 2004, Москва) — российский футболист, защитник «Челябинска».

## Карьера
Булат Гатин подписал свой первый официальный взрослый контракт с футбольным клубом «Чертаново». Клуб «Чертаново» известен своей работой с молодыми спортсменами и развитием их карьеры.
Гатин выделяется своим ростом (193 см), умом, харизмой и отличным видением поля. Он также является исполнителем стандартов, умеет привлекать мячи и контролировать ход игры.